# Classe Hugin (pattugliatore)
La classe Hugin era una classe di pattugliatori (o motocannoniere missilistiche) della Marina militare svedese, composta da 16 unità entrate in servizio tra il 1978 e il 1982 e successivamente radiate entro la fine del 2008.

## Caratteristiche
Simili alle unità norvegesi della classe Snøgg, le Hugin erano piccole unità da 170 tonnellate di dislocamento a pieno carico, con uno scafo lungo 36,4 metri, largo 6,3 metri e dal pescaggio di 1,7 metri. L'equipaggio ammontava a 20-22 uomini di tutti i gradi.
L'apparato motore si basava su due diesel MTU 20V672 TB90, per una potenza domplessiva di 7.200 hp; la velocità massima si aggirava sui 35 nodi. L'apparato sensori era composto da due radar Scanter 009 e 9LV200 Mk 2, e un impianto sonar SQ3D/SF.
Il sistema d'arma principale era rappresentato da sei lanciatori singoli per missili antinave Kongsberg Penguin, collocati a poppa delle unità; a prua era invece presente una torretta armata con un cannone da 57 mm, mentre per la difesa antisommergibili erano imbarcati alcuni lanciatori per bombe di profondità.